# Gornja Tuzla
 Ovo je glavno značenje pojma Gornja Tuzla. Za druga značenja pogledajte Gornje Soli.
Gornja Tuzla je naseljeno mjesto u sastavu općine Tuzla, Federacija Bosne i Hercegovine, BiH.

## Povijest
Nakon što su osmanski osvajači srušili franjevački samostan u Zvorniku, franjevci su napustili Zvornik ponijevši sa sobom čudotvornu sliku Majke Božje Zvorničke te se nastanili u Gornjoj Tuzli (Gornjim Solima) u samostan sv. Marije. Od tamo su morali iseliti zajedno s gornjotuzlanskim franjevcima 1541. kad je kasaba doprla do kršćanske varoši Izvorišta. Nastanili su se na Gradovrhu i osnovali ondje samostan, koji je podigla bogata plemenitaška obitelj Maglašević, otac Ivan i sin Pavao, no uz sultanovo dopuštenje. Samostan na Gradovrhu je nosio naziv "gornjotuzlanski", iako je bliže Donjoj Tuzli.
Nakon velikog iseljavanja katolika poslije bečkog rata, tuzlanski bazen i drugi krajevi, opustjeli su, i svi samostani ovog kraja - Gornja Tuzla, Donja Tuzla i Gradovrh – ostali su pusti.

## Uprava
Gornja Tuzla je mjesna zajednica u Općini Tuzli. Spada u ruralno područje općine Tuzle. U njoj je 31. prosinca 2006. godine prema statističkim procjenama živjelo 4.550 stanovnika u 1.455 domaćinstava.

## Šport
- Mladost, nogometni klub

## Poznate osobe
- Šefik Bešlagić, povjesničar

## Stanovništvo
Prema Šematizmu provincije Bosne Srebrene za 1856. godinu, a prema podacima iz 1855., u župi Breške naselje Tuzla-Gornja imala je 1 katoličku obitelj s 4 katolika.
| Gornja Tuzla       |       |       |       |       |
| godina popisa      | 1991. | 1981. | 1971. | 1961. |
| Hrvati             | 85    | 16    | 17    | 58    |
| Srbi               | 17    | 1     | 48    | 307   |
| Muslimani          | 2970  | 2500  | 2894  | 1401  |
| Jugoslaveni        | 99    | 519   | 16    | 1099  |
| Albanci            |       | 3     |       | 2     |
| Makedonci          |       |       |       | 3     |
| Crnogorci          |       | 1     |       | 2     |
| Mađari             |       | 1     |       |       |
| ostali i nepoznato | 66    | 16    | 17    | 58    |
| ukupno             | 3237  | 3057  | 2990  | 2880  |

## Vanjske poveznice
- (boš.) RTV Slon[neaktivna poveznica] Dino Durmić: Šta je prvo nastalo Gornja ili Donja Tuzla? Odgovor saznajte u Tuzlanskoj ophodnji u srijedu od 21:30 sati /VIDEO NAJAVA/, 2. ožujka 2016.